# Bent Skammelsrud
Bent André Skammelsrud (ur. 18 maja 1966 w Sarpsborgu) – piłkarz norweski grający na pozycji ofensywnego pomocnika.

## Kariera klubowa
Pierwszym klubem w karierze Skammelsruda był zespół Drøbak/Frogn. Następnie trafił do Frigg Oslo, a w 1990 roku do szwedzkiego Malmö FF, gdzie przez rok grał w lidze szwedzkiej. W 1991 roku przeszedł do Rosenborga i wtedy też zadebiutował w jego barwach w pierwszej lidze norweskiej. W jego pierwszym sezonie Rosenborg nie obronił tytułu i był drugi w lidze, a w 1992 roku Skammelsrud wraz z partnerami z boiska sięgnął po dublet. W 1993 roku obronił tytuł, a w 1994 po raz trzeci w karierze został mistrzem kraju. W 1995 roku po raz pierwszy awansował z Rosenborgiem do fazy grupowej Ligi Mistrzów, ale klub z Trondheim zajął 3. miejsce w grupie za Spartakiem Moskwa i Legią Warszawa. W tym samym roku sięgnął po kolejny dublet, a następnie w latach 1996-2002 jeszcze siedmiokrotnie z rzędu doprowadził Rosenborg do mistrzowskiego tytułu. W tym okresie zdobywał krajowy puchar w roku 1999, a od 1995 do 2002 ośmiokrotnie z rzędu występował w fazie grupowej Ligi Mistrzów. W 2002 roku zakończył karierę.
W sezonie 1997/1998 Skammelsrud był wypożyczony do niemieckiego Bayeru 04 Leverkusen. W Bundeslidze zadebiutował 1 lutego 1999 w zremisowanym 1:1 spotkaniu z Karlsruher SC. W lidze niemieckiej rozegrał tylko 8 spotkań i latem po sezonie wrócił do Rosenborga.
| Sezon   | Klub                | Kraj     | Rozgrywki   | Mecze | Bramki |
| ------- | ------------------- | -------- | ----------- | ----- | ------ |
| 1990    | Malmö FF            | Szwecja  | Allsvenskan | 20    | 2      |
| 1991    | Rosenborg           | Norwegia | Tippeligaen | 18    | 2      |
| 1992    | Rosenborg           | Norwegia | Tippeligaen | 22    | 6      |
| 1993    | Rosenborg           | Norwegia | Tippeligaen | 22    | 4      |
| 1994    | Rosenborg           | Norwegia | Tippeligaen | 18    | 3      |
| 1995    | Rosenborg           | Norwegia | Tippeligaen | 25    | 7      |
| 1996    | Rosenborg           | Norwegia | Tippeligaen | 23    | 6      |
| 1997    | Rosenborg           | Norwegia | Tippeligaen | 24    | 5      |
| 1997/98 | Bayer 04 Leverkusen | Niemcy   | Bundesliga  | 8     | 0      |
| 1998    | Rosenborg           | Norwegia | Tippeligaen | 20    | 1      |
| 1999    | Rosenborg           | Norwegia | Tippeligaen | 25    | 6      |
| 2000    | Rosenborg           | Norwegia | Tippeligaen | 26    | 7      |
| 2001    | Rosenborg           | Norwegia | Tippeligaen | 25    | 7      |
| 2002    | Rosenborg           | Norwegia | Tippeligaen | 20    | 2      |

## Kariera reprezentacyjna
W reprezentacji Norwegii Skammelsrud zadebiutował 14 listopada 1987 roku w przegranym 0:4 spotkaniu z Bułgarią. W 2000 roku został powołany przez selekcjonera Nilsa Johana Semba do kadry na Euro 2000. Tam był rezerwowym i nie zagrał w żadnym spotkaniu. Ostatni mecz w reprezentacji rozegrał w tym samym roku przeciwko Armenii (0:0). W kadrze narodowej wystąpił 38 razy i strzelił 6 goli.